# Dampflokomotive Bauart Fairlie

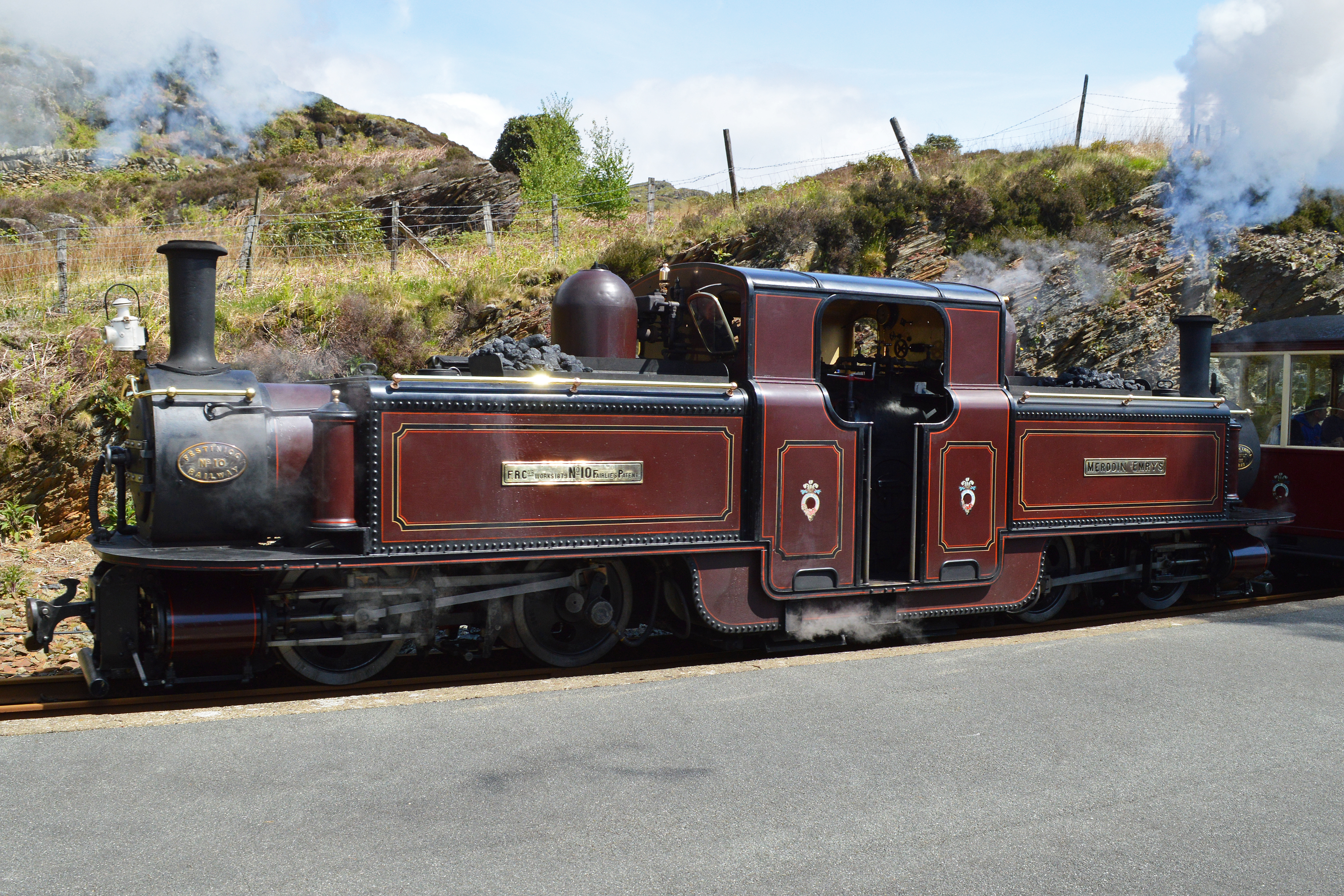
Fairlie Merddin Emrys der Ffestiniog Railway im Jahr 2013

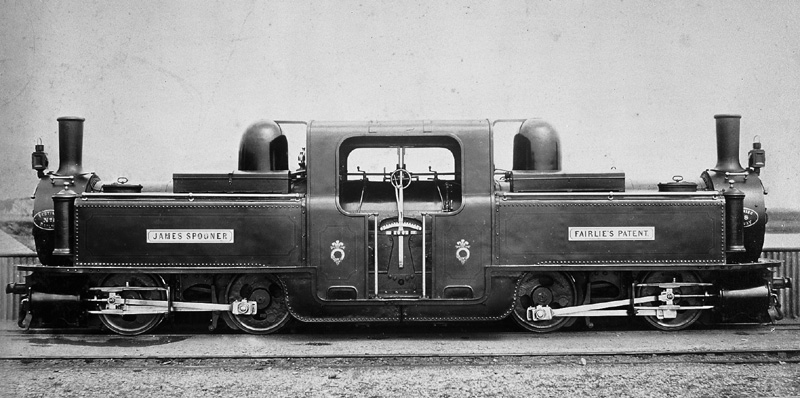
Fairlie James Spooner der Ffestiniog Railway im Jahr 1887

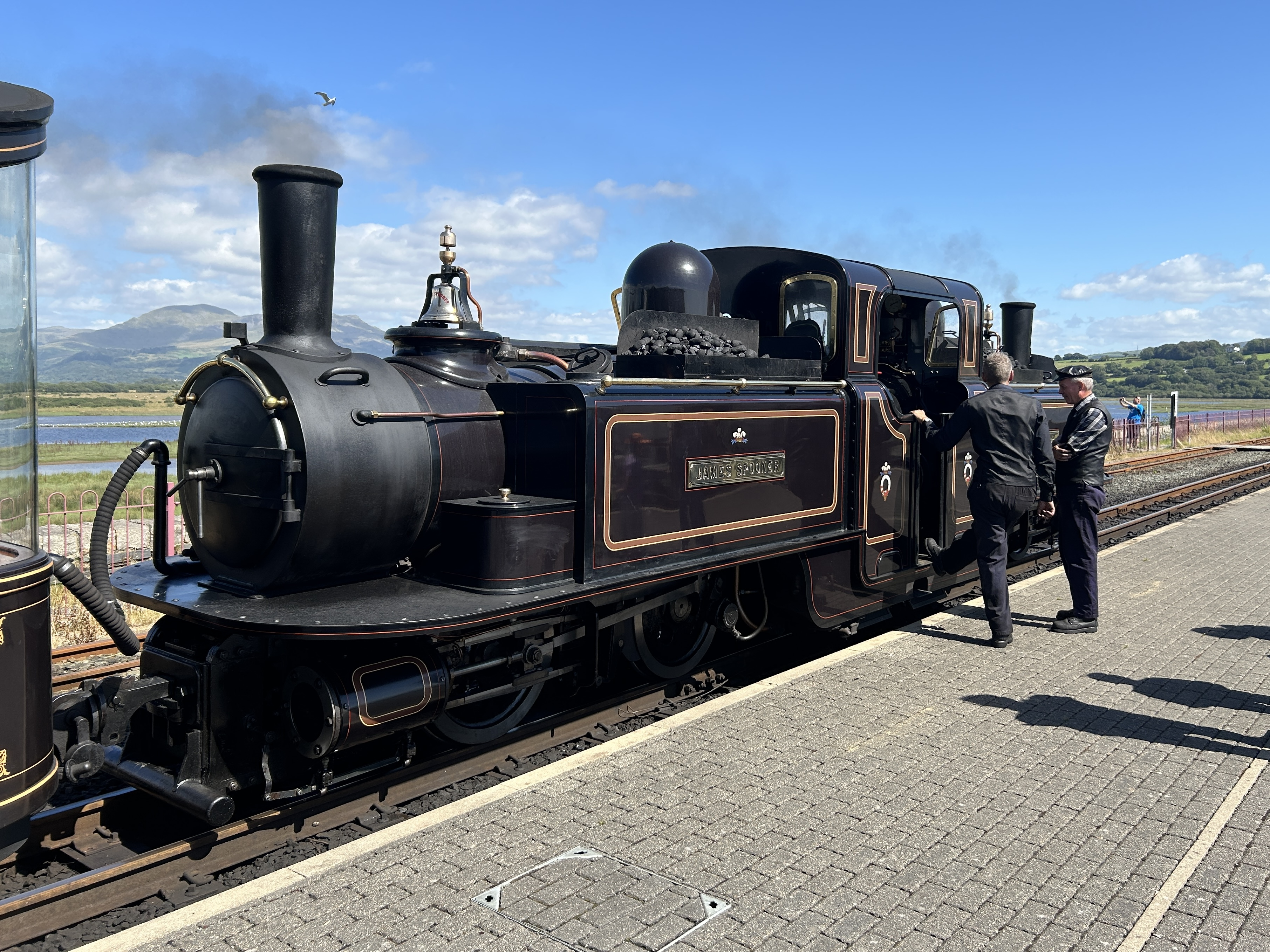
Fairlie James Spooner (Neubau) im Jahr 2024

Eine Dampflokomotive der Bauart Fairlie ist eine in Längsrichtung weitgehend symmetrisch aufgebaute Gelenk- oder Doppellokomotive mit zwei Triebdrehgestellen sowie einem Doppelkessel mit je einer Rauchkammer und einem Schornstein an jedem Lokende. Das Führerhaus befindet sich in der Lokomotivmitte. Die Lokomotiven werden auch als Double Fairlie bezeichnet, zur Unterscheidung von der abgeleiteten Bauart Single Fairlie.
Fairlies sind nach Robert Francis Fairlie (1831–1885) benannt und stellten die erste brauchbare Bauart von Gelenklokomotiven dar. Sie konnten sich aber gegen modernere Bauarten nicht halten und wurden nur bis Ende des Ersten Weltkriegs gebaut – mit Ausnahme von zwei Neubauten von Double Fairlies ("Earl of Merioneth", Baujahr 1979 und "David Lloyd George", Baujahr 1992) und einer Single Fairlie ("Taliesin") der Ffestiniog Railway für den Museumseinsatz gegen Ende des 20. Jahrhunderts. Ein weiterer Neubau einer Double Fairlie mit dem Namen "James Spooner" folgte im 21. Jahrhundert bei der Ffestiniog Railway als Ersatzbau für die erste neugebaute Double Fairlie "FR – Earl of Merioneth", welche 2018 abgestellt werden musste.

## Geschichte

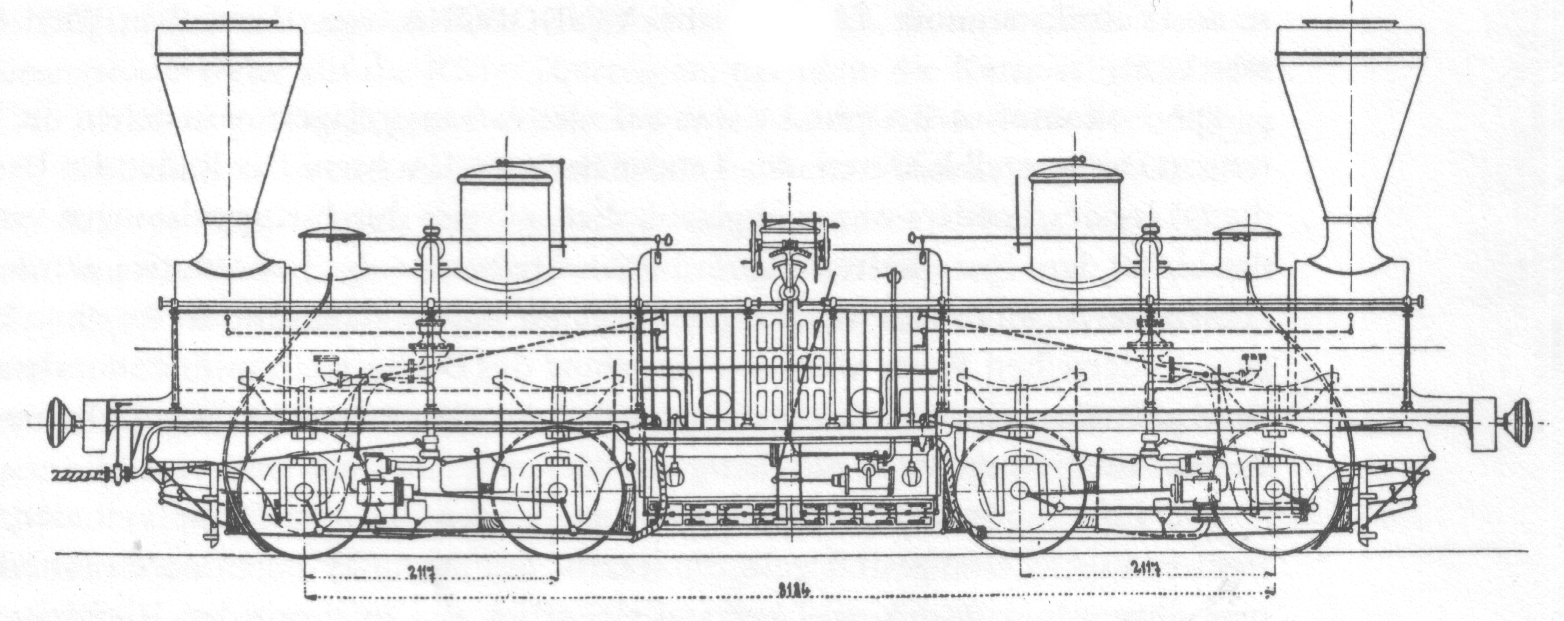
Zeichnung der Semmering-Lokomotive Seraing

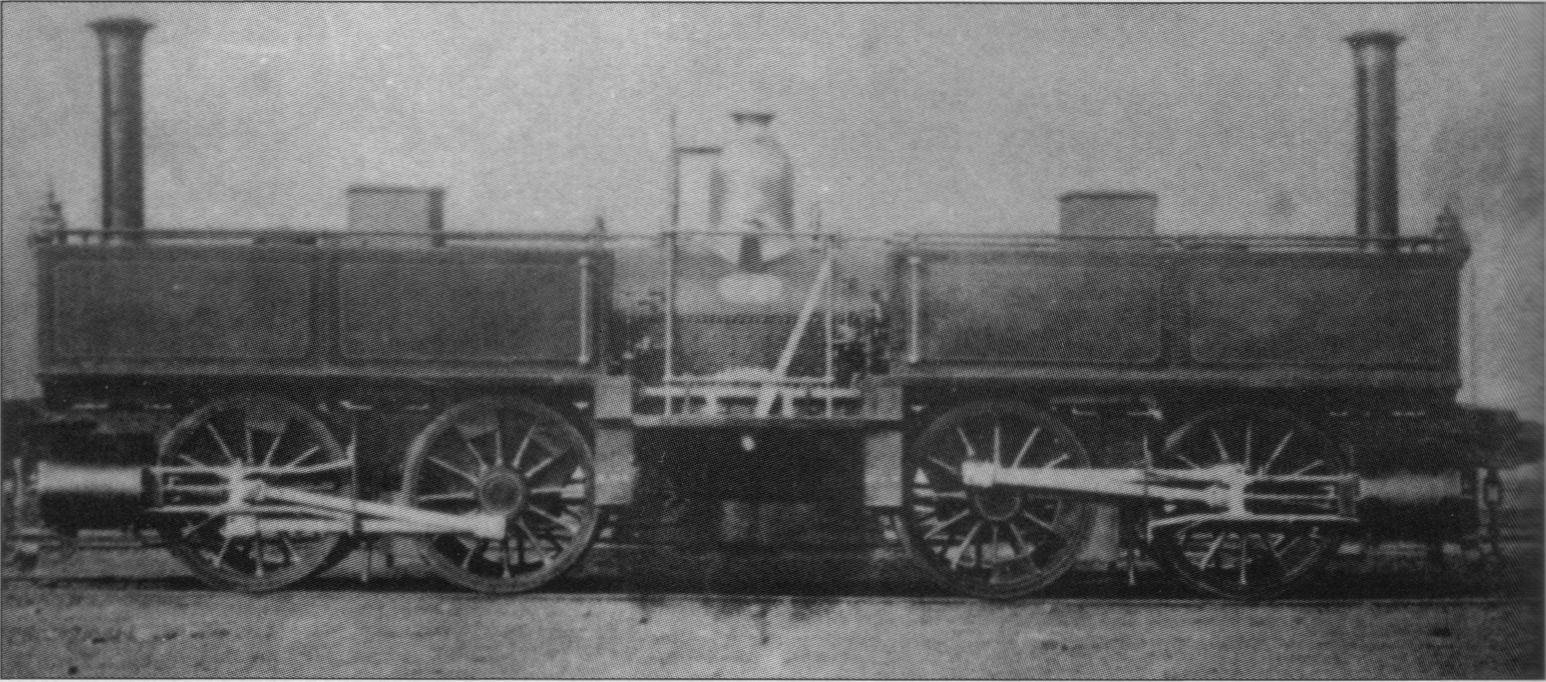
Mountaineer der Neath and Brecon Railway, Baujahr 1866

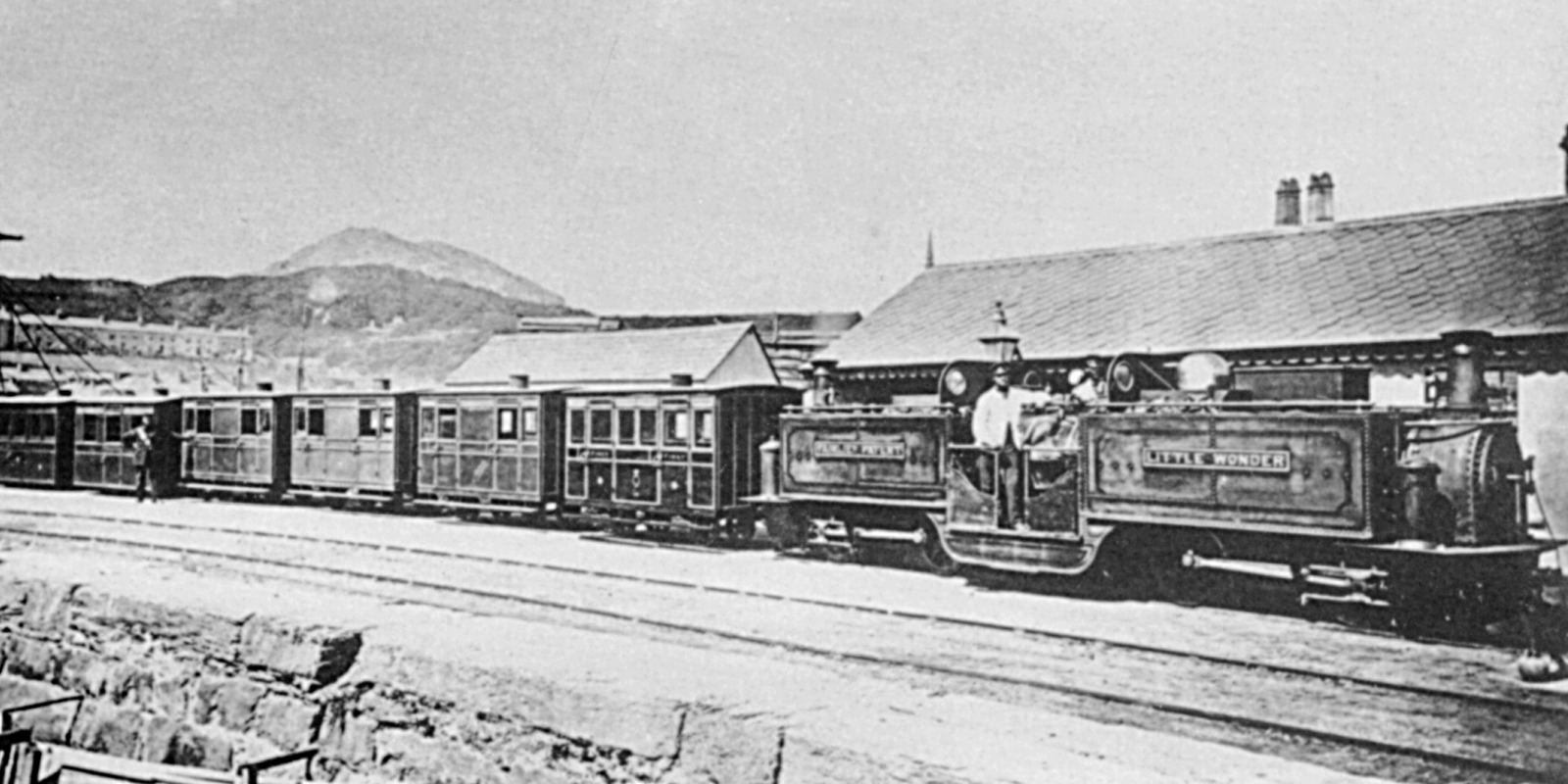
Little Wonder, die erste Fairlie der Ffestiniog Railway, um 1870 in Porthmadog

Die wahrscheinlich erste Gelenklokomotive überhaupt, 1832 für die Charleston & South Carolina Rail Road gebaut, kann auch als Ursprung der Bauart Fairlie angesehen werden: Die symmetrisch aufgebaute Lokomotive hatte zwei Drehgestelle sowie Feuerbüchse und Führerstand in der Lokmitte. Ansonsten war sie jedoch eine sehr ungewöhnliche Konstruktion, mit je zwei Kesselschüssen auf jeder Seite, zwischen denen jeweils ein Zylinder angeordnet war. Insgesamt hatte die Lokomotive mit der Achsfolge (1A)(A1) also nur zwei Zylinder. Details sind kaum überliefert, aber es erscheint unwahrscheinlich, dass der Lokomotive Erfolg beschieden war.
Die 1851 für den von der Semmeringbahn ausgeschriebenen Wettbewerb gebaute Seraing von Cockerill glich dagegen im grundsätzlichen Aufbau schon weitgehend den „modernen“ Fairlies. Die Seraing hatte allerdings, anders als spätere Fairlies, einen durchgehenden Hauptrahmen, an dem auch die Kupplungen befestigt waren. Der Kessel hatte einen ovalen Querschnitt; die Zylinder waren innerhalb der Drehgestellrahmen angeordnet. Die Lokomotive erzielte im Wettbewerb den dritten Platz und wurde von der Bahn übernommen. Allerdings verhinderten vor allem Dichtigkeitsprobleme der beweglichen Dampfleitungen einen dauerhaften Einsatz, und die Lokomotive wurde bald abgestellt. Davon enttäuscht verfolgte Cockerill dieses Konzept nicht weiter.
Robert Fairlie griff die Idee mehr als zehn Jahre später wieder auf und ließ sich das Prinzip 1864 patentieren, wobei der einzige wesentliche Unterschied seines Konzepts gegenüber der Seraing darin bestand, dass die Kupplungen an den Drehgestellen der Fahrzeuge befestigt waren und nicht mehr am Hauptrahmen. Fairlies Absicht war es, das gesamte Gewicht einer Lokomotive für die Traktion zu nutzen, also alle Achsen anzutreiben, und gleichzeitig eine Lokomotive mit ausreichenden Vorräten zu schaffen, die enge Kurven durchfahren konnte, ohne Schlepptender auskam und deshalb an den Enden der Strecke nicht gedreht werden musste. Die erste nach diesem Patent gebaute Lokomotive ging 1865 an die Neath and Brecon Railway. Sie bewährte sich nicht, weil sie nur eine Feuerbüchse besaß, in der der Saugzug der einen Rauchkammer gegen den aus der anderen arbeitete.
Die schmalspurige Ffestiniog Railway (FR) stand in dieser Zeit wegen des stark angestiegenen Verkehrsaufkommens vor der Entscheidung, ihre Strecke zweigleisig auszubauen. Als kostengünstigere Alternative bot sich eine Fairlie-Lokomotive an, mit der man die Zuglängen deutlich vergrößern konnte. 1869 lieferte Fairlie, der die Lokomotivfabrik von George England übernommen hatte (dem Erbauer der früheren Lokomotiven der FR), die Lokomotive Little Wonder („kleines Wunder“) aus. Bei Versuchsfahrten zeigte sich, dass diese Lokomotive mehr als das Doppelte der zweiachsigen England-Maschinen ziehen konnte, und die Bahn beschaffte in den folgenden Jahren drei weitere Fairlies (James Spooner, Merddin Emrys und Livingston Thompson), wobei die beiden letzten in den bahneigenen Werkstätten entstanden. Außerdem wurde eine Single Fairlie beschafft, im Prinzip eine halbe Fairlie mit nur einem Triebdrehgestell sowie einem einfachen Laufdrehgestell.
Die Vulcan Foundry baute ab 1872 mehrere Fairlies, zunächst für Neuseeland und Peru. Auch in Mexiko und anderen Staaten wurden vorübergehend Fairlies verwendet, konnten sich aber nirgends sehr lange halten. In Russland fuhren 45 Fairlies der Reihe Ф bei der Transkaukasischen Eisenbahn und waren dort aufgrund des steigungs- sowie krümmungsreichen Gebirgszuges des Suramipasses über Jahrzehnte unentbehrlich. Letztlich blieb die Ffestiniog-Railway die einzige Bahn der Welt, bei der sich Fairlies dauerhaft und bis heute bewährten.

## Aufbau und Technik

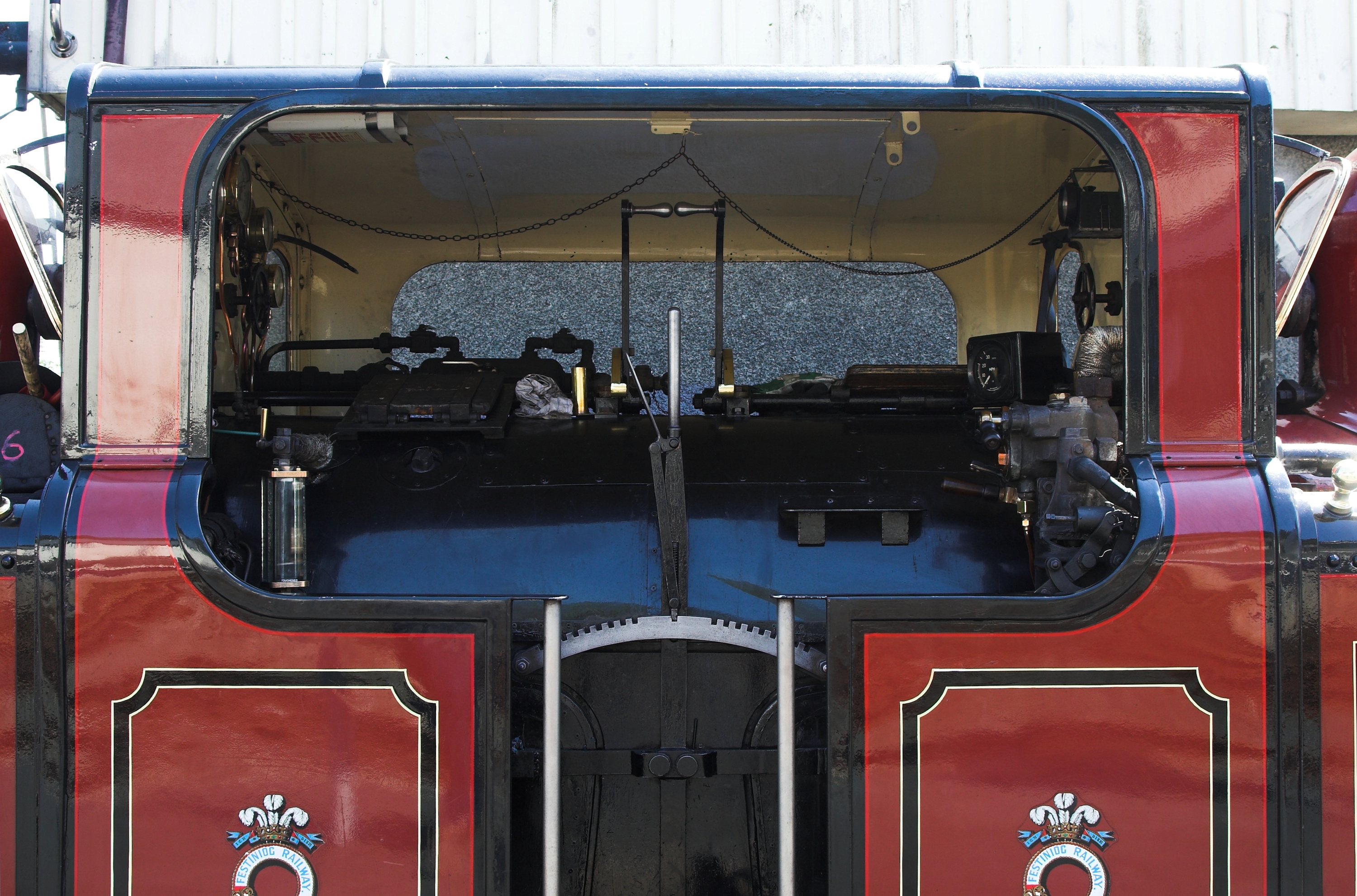
Führerstand der Double Fairlie David Lloyd George der Ffestiniog Railway, Lokführerseite. In der Türöffnung ist der Hebel der Steuerung zu sehen, die Regler befinden sich oben auf dem Stehkessel.

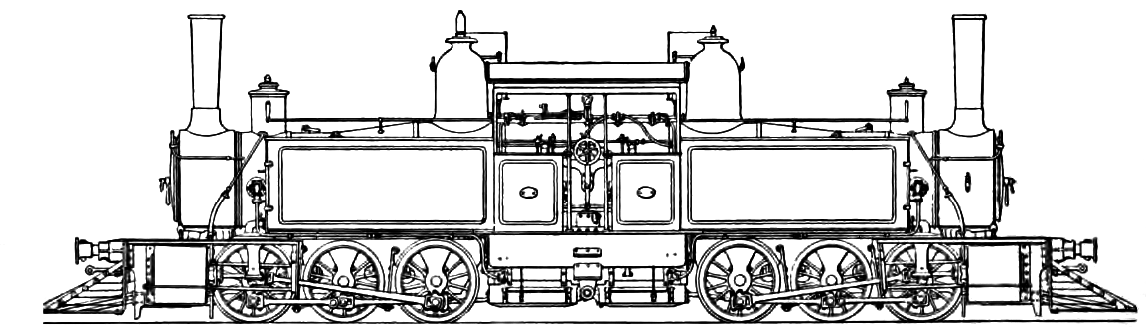
Fairlie für eine mexikanische Bahngesellschaft

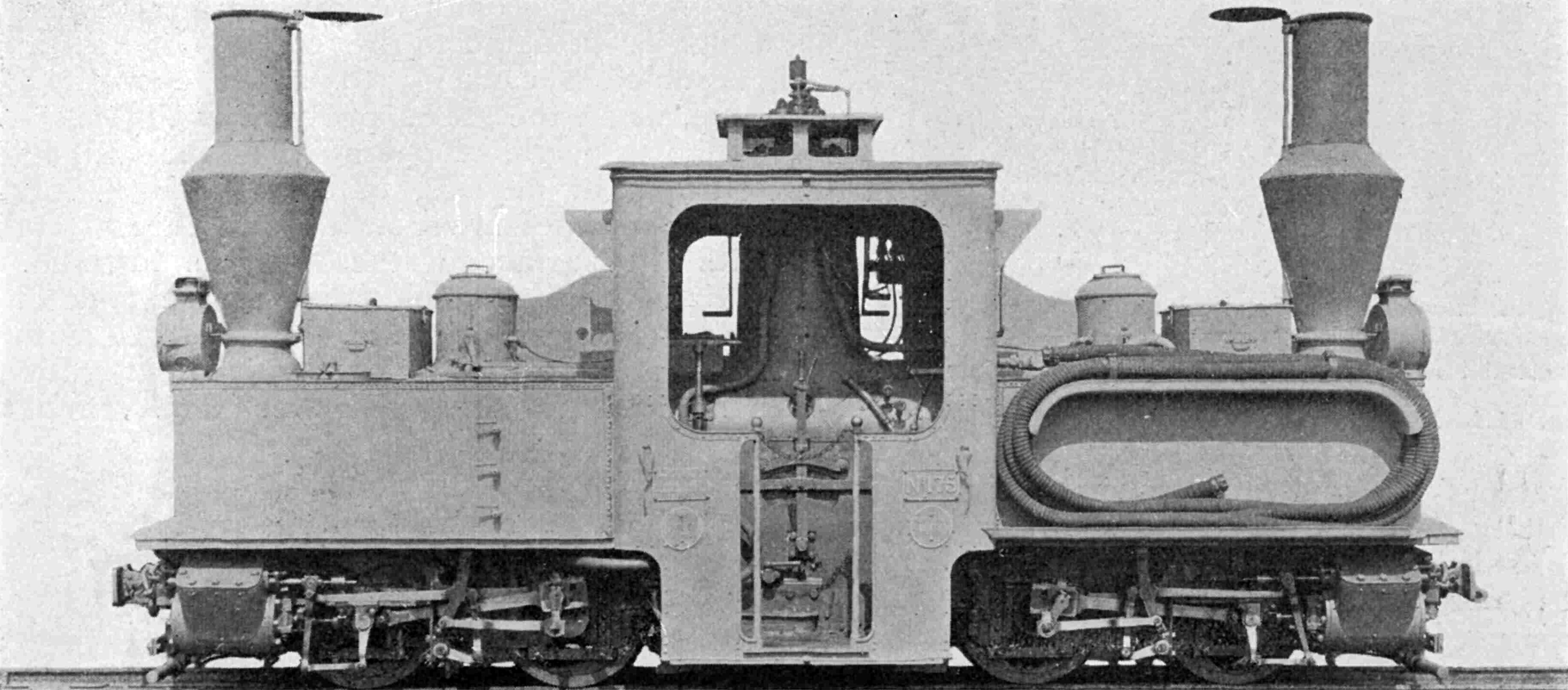
Péchot-Bourdon-Lokomotive

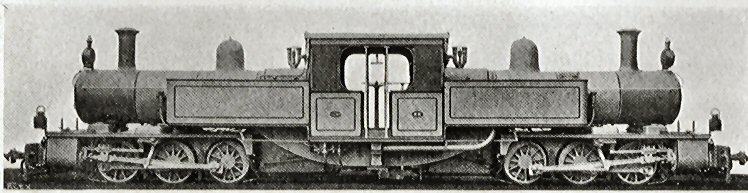
Fairlie für die Burma Railways

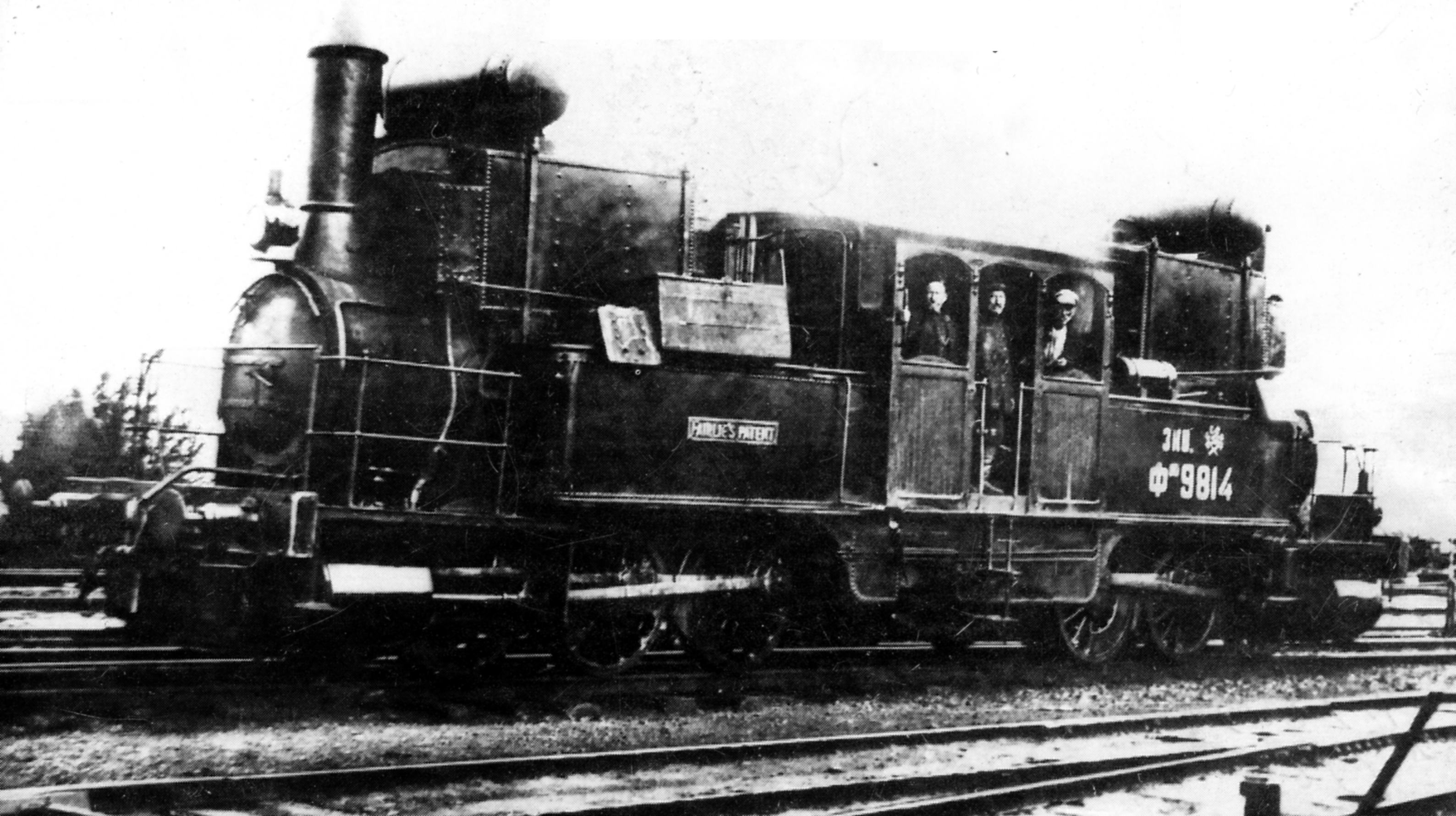
Lokomotive Reihe Ф der Transkaukasischen Eisenbahn

Eine Fairlie verfügt über einen Doppelkessel, das ist ein Kessel, bei dem sich der Stehkessel in der Mitte zwischen den beiden Langkesseln befindet. In diesem Stehkessel befinden sich zwei separate Feuerbüchsen über die die Rauchgase durch die Heizrohre der Langkessel zu den Rauchkammern mit je einem Schornstein an jedem Ende des Kessels strömen. Die Feuertüren zu den Feuerbüchsen befinden sich auf der Heizerseite des Kessels. Heizer und Lokführer stehen auf beiden Seiten der Lokomotive und sind durch den Stehkessel voneinander getrennt.
Meist sind zwei Dampfdome vorhanden, z. B. bei der Sächsischen I M. In jedem Dampfdom befindet sich ein Dampfregler, mit dem man den Dampf zu dem darunter liegenden Triebdrehgestell leiten kann. Die französische Variante Péchot-Bourdon, die auf ein eigenes Patent zurückgeht, hat als charakteristisches Merkmal nur einen zentralen Dampfdom auf dem Stehkessel, besitzt aber trotzdem zwei Regler, für jedes Triebdrehgestell einen (laut:Péchot-Bourdon). Für das Bedienen der beiden Regler zeigen die noch existierten Fairlielokomotiven mehrere Varianten auf. Bei der Sächsischen I M sind beide Regler fest miteinander verbunden. Bei der Péchot-Bourdon-Lokomotive können die beiden Regler wahlweise miteinander mechanisch verbunden werden. Oder die Bediengriffe für die beiden Regler sind so angebracht, dass man sie mit einer Hand gleichzeitig bedienen kann, wie bei der Lok „Earl of Merioneth“ der Festiniog Railway.
Der Kessel einer Fairlie ruht auf einem Brückenrahmen, der sich an beiden Enden auf ein Drehgestell abstützt. Die Dampfzufuhr erfolgt über bewegliche Leitungen zwischen den Rauchkammern und den Schieberkästen der an den Lokomotivenden angeordneten Zylinder (eine Ausnahme in dieser Hinsicht ist die Sächsische I M, bei der die Zylinder auf der Lokomotivinnenseite angebracht sind). Die Achsfolge der meisten Fairlies war B'B' oder C'C', d. h. alle Achsen waren angetrieben. Einige Fairlies hatten jedoch auch Laufachsen, also die Achsfolgen (1'B)(B1') oder (1'C)(C1').
Auf den Seiten beider Langkessel befinden sich die Wassertanks. Auf der Heizerseite sind in diese Tanks beiderseits des Führerhauses Kohlenkästen (oder Öltanks) integriert. Die Fairlies der Transkaukasischen Eisenbahn besaßen ursprünglich Feuerung mit Brennholz. Dabei besaßen die Lokomotiven auf dem Kessel Gitterbehälter, die von dem Führerhaus bis zur Rauchkammer reichten. Später wurden auch sie auf Ölfeuerung umgebaut. Die Wassertanks der Ffestiniog-Fairlies sind unter dem Führerstand jeweils durch einen wannenartigen Teil miteinander verbunden, der den Raum zwischen den Drehgestellen auch optisch ausfüllt. Bei einigen größeren Fairlies befanden sich zusätzliche Behälter oberhalb des Kessels vor und hinter dem Führerhaus.
Die nebenstehend abgebildete Fairlie der Burma Railway für den Einsatz auf der Bahnstrecke Mandalay–Lashio weicht von der üblichen Bauform ab: Sie verfügt über zwei voneinander unabhängige Kessel, so dass Lokführer und Heizer nicht mehr voneinander getrennt sind. Von Nachteil ist die Notwendigkeit, Wasserstand und Druck in beiden Kesseln unabhängig voneinander zu regeln.

## Vergleich mit anderen Gelenkbauarten

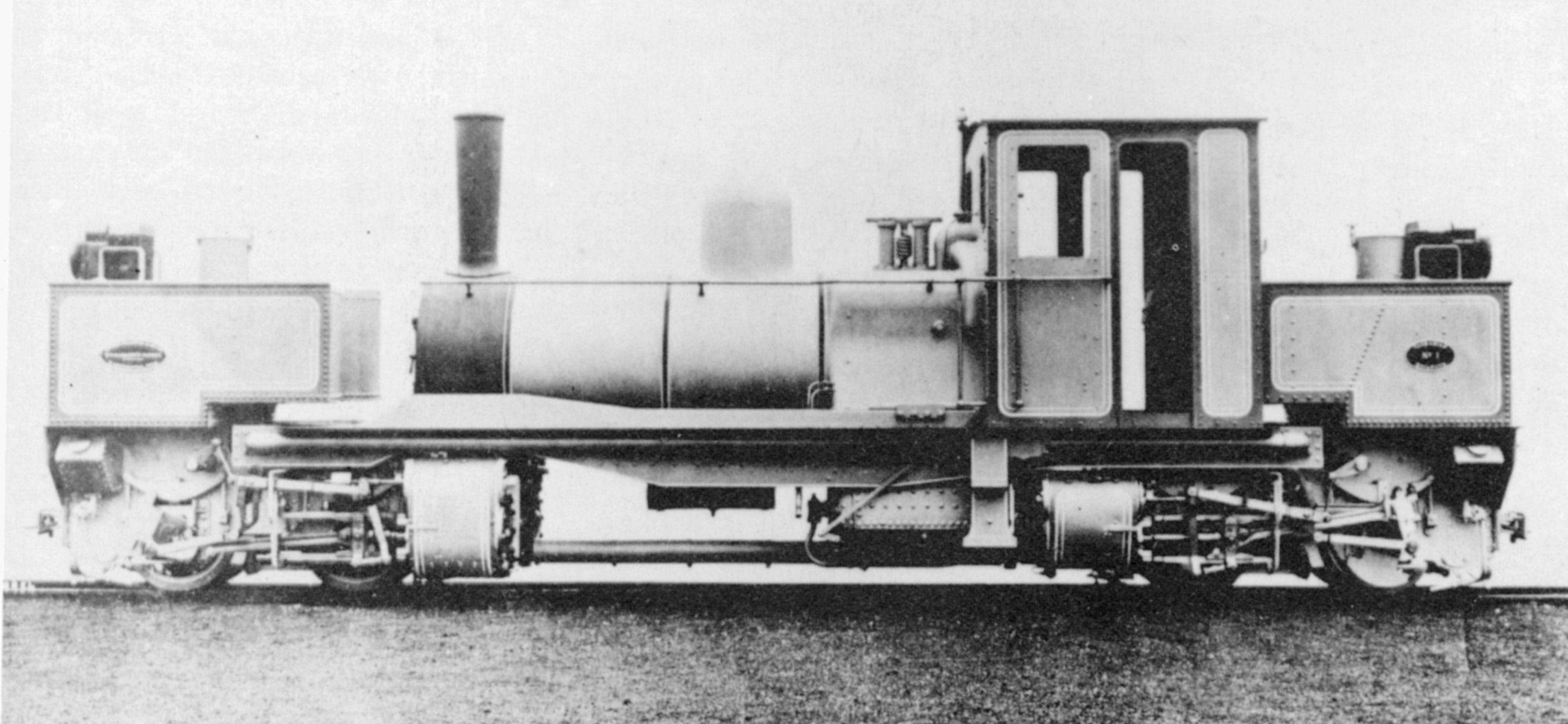
Die tasmanische K1, die erste Garratt. Mit dieser Bauart erhielt die Fairlie Anfang des 20. Jahrhunderts eine in praktisch allen Belangen überlegene Konkurrenz.

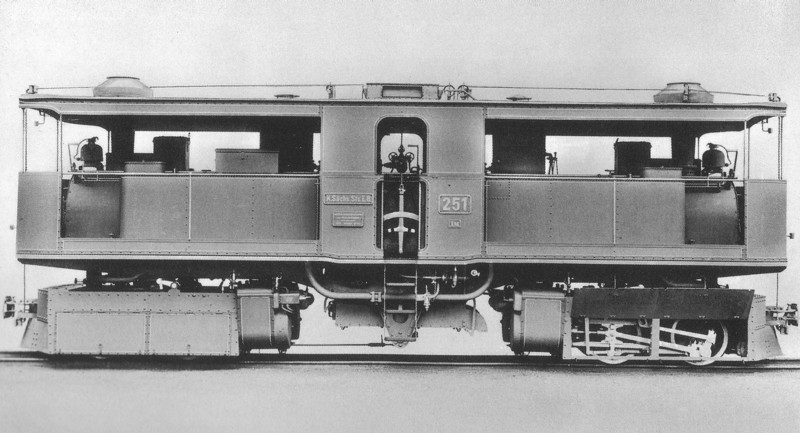
Sächsische IM, eine überdachte Fairlie mit Rundumführung und Kuhfängern von 1902

Wie bei allen Gelenklokomotiven ist ein Nachteil der Fairlie ihre größere Komplexität und der damit verbundene größere Wartungsaufwand. Dies relativiert sich jedoch, wenn man den Aufwand für eine Gelenklokomotive mit dem Aufwand für zwei konventionelle Lokomotiven vergleicht, die eine Gelenklokomotive ersetzen kann. Es bleiben die Probleme mit den beweglichen Dampfleitungen, deren Abdichtung besonders im 19. Jahrhundert noch erhebliche Probleme bereitet hat.
Die Fairlie stand zunächst in Konkurrenz zu den Bauarten Mallet und Meyer. Ein Vorteil gegenüber diesen Bauarten war, dass Feuerbüchse und Aschkasten der Fairlie wegen ihrer Anordnung zwischen den beiden Drehgestellen kaum in ihrer Ausdehnung eingeschränkt waren und letzterer praktisch bis zu den Schienen herabreichen konnte. Mit der Kitson-Meyer und schließlich der Garratt wurde dieses Prinzip später aber auch mit einem einfachen Kessel realisiert.
Neben der grundsätzlichen Komplikation, die sich durch das doppelte Vorhandensein von Kesselbauteilen ergeben, ist ein wesentlicher Nachteil der Fairlie der enge Raum für den Lokführer und besonders den Heizer. Dieses Problem verschärfte sich mit zunehmendem Kesseldurchmesser, wobei gleichzeitig der Raum für die Wasser- und Kohlenvorräte weniger wurde, so dass es eine praktische Obergrenze für die Größe von Fairlies gibt. Die größten Fairlies, gebaut für die Ferrocarril Mexicano (FCM), waren mit Öl gefeuert, wodurch der Heizer mit weniger Raum auskommen konnte.
Die Drehgestelle der Fairlies neigen zum Schlingern – wie auch die von Meyer-Lokomotiven und kleineren Malletts – weil die Kräfte durch die hin- und hergehenden Massen der Zylinder bezogen auf das Gewicht der Drehgestelle relativ groß sind. Mit der Garratt, bei der die Kohlen- und Wasserkästen auf den Drehgestellen aufgebaut waren und damit deren Gewicht vergrößerten, wurde dieses Problem behoben.
Während die Meyer in Form der Kitson-Meyer als Vorläuferbauart der Garratt zu sehen ist, erfuhr die Fairlie keine Weiterentwicklung. Bei der sogenannten Modified Fairlie handelt es sich um eine Variante der Kitson-Meyer, die eher einer Garratt ähnelt als einer Fairlie.

## Erhaltene Lokomotiven

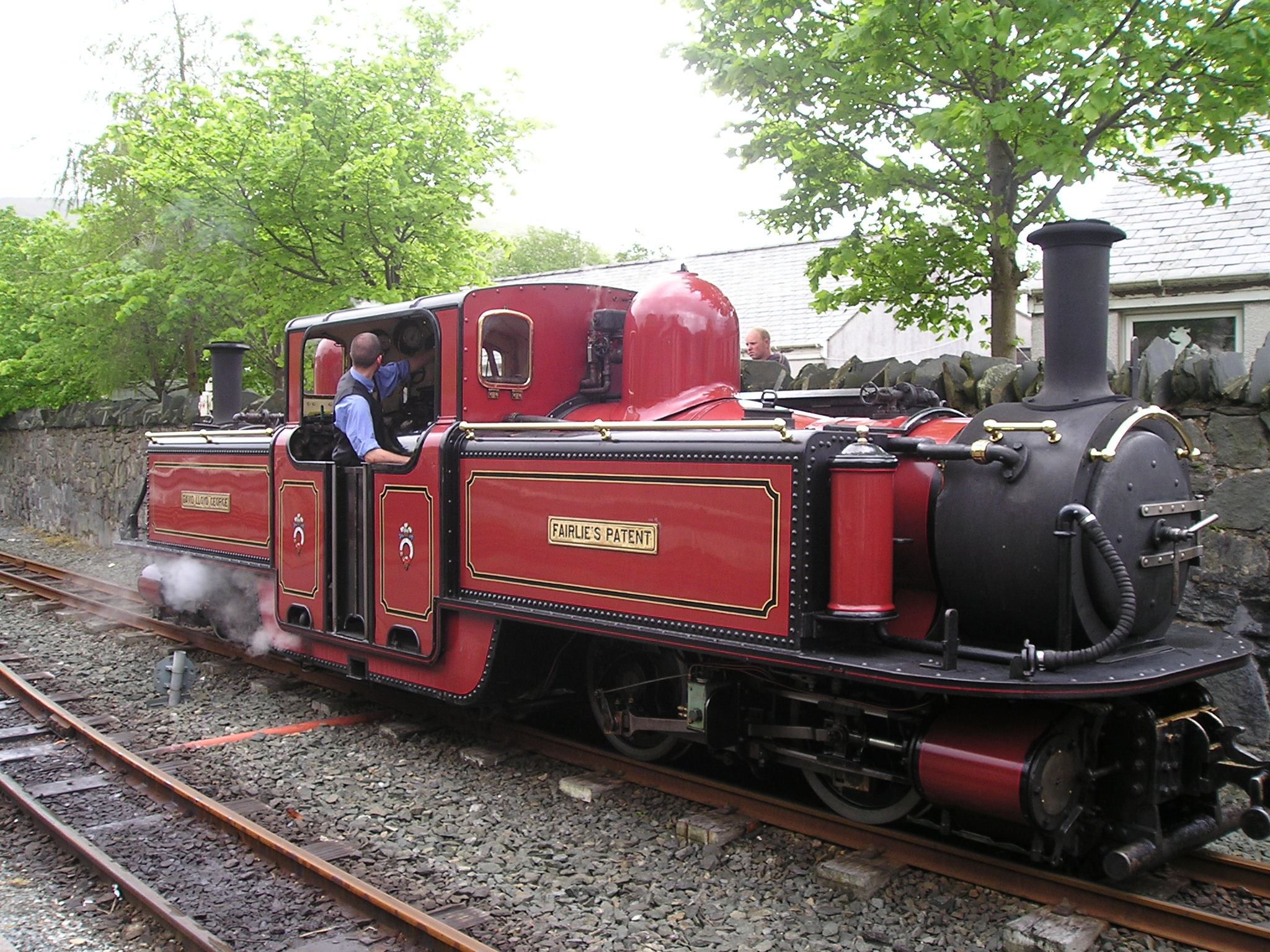
David Lloyd George, die jüngste Fairlie der Welt, gebaut 1992 von der Ffestiniog Railway

Nur wenige Fairlies sind erhalten geblieben, und sechs davon sind mit der Ffestiniog-Railway verbunden. Die Bahn hat seit wieder 1956 mehrere Exemplare im Einsatz: Die Merddyn Emrys stammt aus dem Jahr 1879, wurde jedoch mehrfach umgebaut und mit einem modernen Kessel ausgestattet. Die anderen drei, Earl of Merioneth, David Lloyd George und James Spooner, sind Neubauten aus den Jahren 1979, 1992 und 2023 bei denen allerdings teilweise Teile älterer Lokomotiven verwendet wurden – wobei die Lok Earl of Merioneth Ende der 2010er Jahre abgestellt werden musste. Eine fünfte, 1971 aus dem Betrieb genommene Lokomotive, Livingston Thompson, steht im National Railway Museum in York. Die sechste Fairlie, die Lok "Taliesin", ist im Gegensatz zu den anderen fünf Loks eine Single Fairlie mit Baujahr 1999.
Josephine, eine der 1872 nach Neuseeland gelieferten Lokomotiven, wird im Otago Settlers Museum in Dunedin aufbewahrt.
Je eine Péchot-Bourdon-Lokomotive steht im Verkehrsmuseum Dresden und in Požega; eine Sächsische I M gehört ebenfalls zum Bestand des Verkehrsmuseums Dresden, sie ist als Dauerleihgabe in Oberheinsdorf bei Reichenbach im Vogtland stationiert.

## Musik
Die Lokomotivtype wird in den 1980er Jahren im Folklied "The Fairlie Duplex Engine", geschrieben von Hughie Jones teils ironisch thematisiert, wobei vor allem ihr ungewöhnliches Aussehen, aber auch ihre Leistungsfähigkeit thematisiert werden.